# Peter Furler

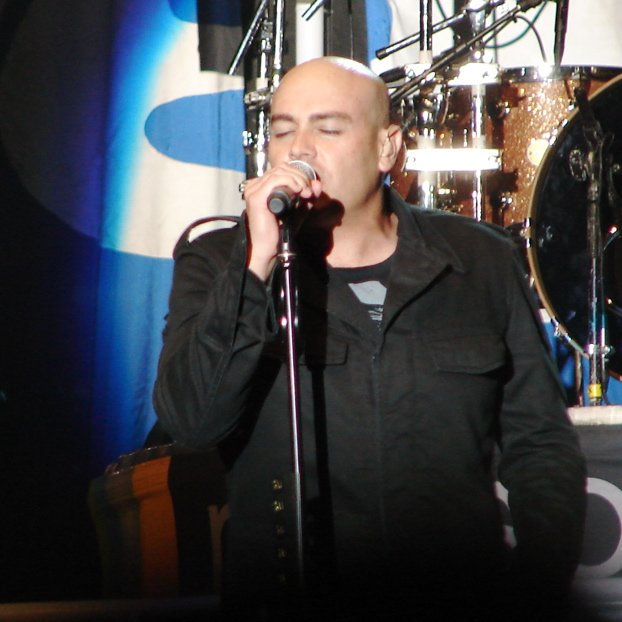
Peter Furler

Peter Andrew Furler, bijnamen McCracken, 'Pietro the juggler of Death', Baldy, Dood (Adelaide (Zuid-Australië), 8 september 1966) is een Australische gospelzanger.
Furler werd geboren in het Mclaren Vale Hospitaal als zoon van Bill en Rosalie Furler. Hij heeft vijf broers en zussen. 
In 1986 richtte hij samen met George Perdikis de christelijke rockband de Newsboys op, waar hij oorspronkelijk drummer, rapper en achtergrondzanger van was. Later werd hij de leadzanger en gitarist van deze band. Hij is getrouwd met Summer Lefevre en heeft geen kinderen. Hij is de neef van zangeres Sia Furler.
In 2009 verliet Furler, een solocarrière nastrevend, de Newsboys. Hij bracht als soloartiest twee albums uit en met zijn band Peter Furler Band een.

## Discografie

### Studioalbums
- On Fire (2011)
- Sun and Shield (als Peter Furler Band) (2014)
- Christmas (2014)

### Singles
- Reach (2011)
- Matter of Faith (2012)
- I'm Alive (2012)
- Sun and Shield (2014)
- So High (2014)
- The Overcomer (2015)
- It's Alright (For Lazarus) (2015)

- International Standard Name Identifier: 0000 0001 2344 9503
- Library of Congress Control Number: no2011103401
- MusicBrainz: 8fb10624-4ea2-4ea5-8c14-18f612e1360d
- Nationale Bibliotheek van Israël: 987007335113905171
- Virtual International Authority File: 173249864
- WorldCat: E39PBJc83wP9KtxMwCmctXXfMP